# Sergi Gordo Rodríguez
Sergi Gordo Rodríguez (Barcellona, 23 marzo 1967) è un vescovo cattolico spagnolo, dal 13 luglio 2023 vescovo di Tortosa.

## Biografia
Sergi Gordo Rodríguez è nato a Barcellona il 23 marzo 1967. È cresciuto a Cornellà de Llobregat dove frequentava la parrocchia di San Michele arcangelo.

### Formazione e ministero sacerdotale
All'età di quattordici anni è entrato nel seminario minore di Barcellona. Poi è stato ammesso al seminario maggiore dove ha compiuto gli studi ecclesiastici. Nel 1991 ha conseguito il baccalaureato in scienze ecclesiastiche presso la Facoltà di Teologia della Catalogna a Barcellona. Ha poi proseguito gli studi di filosofia all'Università Ramon Llull della stessa città dove ha conseguito la licenza nel 1994 e il dottorato nel 1997.
L'8 giugno 1991 è stato ordinato diacono nella basilica di Santa Maria a Vilafranca del Penedès. Il 14 giugno dell'anno successivo è stato ordinato presbitero per l'arcidiocesi di Barcellona nello stesso edificio. Ha prestato servizio come docente di filosofia del corso propedeutico del seminario maggiore dal 1991 al 2000; vicario parrocchiale delle parrocchie della basilica di Santa Maria e della Santissima Trinità a Villafranca del Panadés dal 1992 al 1994, formatore nel seminario minore dal 1992 al 2001; tutor negli studi dei seminaristi maggiori in relazione alle materie di filosofia dal 1994 al 1998; professore di storia della filosofia antica e di fenomenologia della religione presso la Facoltà di Filosofia della Catalogna dal 1994 al 2000 e collaboratore incaricato dei rapporti con gli istituti secolari della delegazione episcopale per la vita consacrata dal 1997 al 2000. Nel 2001 è stato inviato a Monaco di Baviera per perfezionare gli studi di filosofia e di tedesco. Tornato in patria è stato cancelliere della curia diocesana e segretario generale dell'arcivescovado di Barcellona dal 2004 al 2017; segretario della Provincia ecclesiastica di Barcellona dal 2004 al 2019; di nuovo collaboratore incaricato dei rapporti con gli istituti secolari della delegazione episcopale per la vita consacrata dal 2004 al 2008; di nuovo docente di filosofia del corso propedeutico del seminario maggiore e professore di storia della filosofia antica e di fenomenologia della religione presso la Facoltà di Filosofia della Catalogna dal 2006 al 2017; canonico del capitolo della cattedrale della Santa Croce e Sant'Eulalia a Barcellona dal 2009 al 2017; professore presso l'Istituto superiore di scienze religiose di Barcellona dal 2010 al 2017; consigliere diocesano del Movimento dei professionisti cattolici di Barcellona dal 2011 al 2017; membro del consiglio della Fondazione del consiglio per costruzione della basilica della Sagrada Família dal 2015 al 2017 e segretario generale dell'Associazione Universitaria Sant Pacià dal 2015 al 2016.
È stato anche membro del consiglio episcopale, del consiglio presbiterale e del consiglio pastorale diocesano dal 2005 al 2017 e membro del collegio dei consultori dal 2012 al 2017.

### Ministero episcopale
Il 19 giugno 2017 papa Francesco lo ha nominato vescovo ausiliare di Barcellona e titolare di Cene. Ha ricevuto l'ordinazione episcopale il 9 settembre successivo nella basilica della Sagrada Família a Barcellona dal cardinale Juan José Omella Omella, arcivescovo metropolita di Barcellona, co-consacranti il cardinale Lluís Martínez Sistach, arcivescovo emerito della stessa arcidiocesi, il vescovo ausiliare Sebastián Taltavull Anglada e il cardinale Ricardo Blázquez Pérez, arcivescovo metropolita di Valladolid. Ha prestato servizio come vicario generale dell'arcidiocesi mantenendo alcuni dei suoi precedenti incarichi.
Il 13 luglio 2023 lo stesso pontefice lo ha nominato vescovo di Tortosa. Il 3 settembre successivo si è congedato dall'arcidiocesi di Barcellona con una messa celebrata nella basilica della Sagrada Família. Ha possesso della diocesi il 9 dello stesso mese con una cerimonia tenutasi nella cattedrale di Santa Maria a Tortosa.
In seno alla Conferenza episcopale spagnola è membro della commissione per i laici, la famiglia e la vita, all'interno della quale è responsabile del forum dei laici, dal marzo del 2020 e del consiglio per l'economia dal marzo del 2024. In precedenza è stato membro della commissione per l'apostolato secolare dal 2017 al 2020.
Nell'ambito della Conferenza episcopale tarraconense è segretario generale e portavoce dall'aprile del 2021 e incaricato per la gioventù e la pastorale operaia. È anche presidente del segretariato interdiocesano del ministero dei lavoratori della Catalogna (SIPOC) dal 2018 e presidente della commissione interdiocesana per l'apostolato secolare della Catalogna (CIAS) dall'ottobre del 2021. In precedenza è stato presidente del Segretariato giovanile interdiocesano della Catalogna (SIJ) dal 2018 al 2021.

## Genealogia episcopale
La genealogia episcopale è:
- Cardinale Scipione Rebiba
- Cardinale Giulio Antonio Santori
- Cardinale Girolamo Bernerio, O.P.
- Arcivescovo Galeazzo Sanvitale
- Cardinale Ludovico Ludovisi
- Cardinale Luigi Caetani
- Cardinale Ulderico Carpegna
- Cardinale Paluzzo Paluzzi Altieri degli Albertoni
- Papa Benedetto XIII
- Papa Benedetto XIV
- Papa Clemente XIII
- Cardinale Marcantonio Colonna
- Cardinale Giacinto Sigismondo Gerdil, B.
- Cardinale Giulio Maria della Somaglia
- Cardinale Carlo Odescalchi, S.I.
- Cardinale Costantino Patrizi Naro
- Cardinale Serafino Vannutelli
- Cardinale Domenico Serafini, Cong. Subl. O.S.B.
- Cardinale Pietro Fumasoni Biondi
- Cardinale Antonio Riberi
- Arcivescovo Gabino Díaz Merchán
- Arcivescovo Elías Yanes Álvarez
- Cardinale Juan José Omella Omella
- Vescovo Sergi Gordo Rodríguez